# Robert Bork
Pour les articles homonymes, voir Bork.
Robert Heron Bork, né le 1er mars 1927 à Pittsburgh et mort le 19 décembre 2012 dans le comté d'Arlington, est un juriste américain.
Soutenant la théorie de l'originalisme, l'une des théories de l'interprétation juridique, il est notamment avocat général des États-Unis, procureur général des États-Unis par intérim, et juge à la cour d'appel des États-Unis pour le circuit du district de Columbia. En 1987, il est nommé à la Cour suprême par le président Ronald Reagan, mais le Sénat fédéral rejette sa nomination. Par la suite, Bork exerce comme avocat[Où ?], professeur de droit[Où ?] et auteur.

## Biographie
Bork est né à Pittsburgh, en Pennsylvanie, aux États-Unis. Son père, Harry Philip Bork (1897-1974), travaillait dans l'aciérie, et sa mère, Elisabeth Kunkle (1898-2004), était institutrice. Il a été marié à Claire Davidson de 1952 jusqu'à la mort de cette dernière, décédée d'un cancer en 1980. Ils ont eu une fille, Ellen, et deux fils, Robert et Charles. En 1982, il épouse Mary Ellen Pohl, une ancienne religieuse catholique.
Jeune, Bork étudie à Hotchkiss School (Lakeville, Connecticut) puis à l'université de Chicago où il obtient son baccalauréat. Tout en poursuivant ses études, il devient membre de la fraternité Phi Gamma Delta. En 1953, il est admis au barreau. En 1954, après sa période de service dans le Corps des Marines des États-Unis, Bork travaille comme avocat dans un cabinet privé puis exerce comme professeur à l'Université Yale de 1962 à 1975 et de 1977 à 1981. Parmi ses étudiants se trouvent Bill Clinton, Hillary Clinton, Anita Hill, Robert Reich, Jerry Brown et John R. Bolton.
Il meurt le 19 décembre 2012 à Arlington, près de Washington. Il souffrait de problèmes cardiaques et pulmonaires.

## Carrière

### Avocat général
Bork a exercé comme avocat général au département de la Justice des États-Unis de juin 1973 à 1977. Dans le cadre de ses fonctions, il a débattu de nombreux cas devant la Cour suprême dans les années 1970, y compris le cas Milliken v. Bradley en 1974, où son dossier en faveur de l'État du Michigan a eu une certaine influence sur la justice. Le président de la Cour suprême d'alors, Warren Earl Burger, l'a considéré comme l'avocat le plus efficace devant la Cour qu'il a connu durant son mandat. Bork a engagé beaucoup de jeunes avocats comme assistants, dont certains ont eu une carrière remarquable, comme les juges Danny Boggs et Frank H. Easterbrook mais aussi Robert Reich, secrétaire au Travail sous la présidence de Bill Clinton.
Le 20 octobre 1973, Bork servi d'instrument[style à revoir] au président Richard Nixon lors du « Massacre du samedi soir ». Nixon avait demandé le renvoi du procureur indépendant Archibald Cox. Elliot Richardson, alors procureur général, refusa de s'exécuter et démissionna, suivi par le sous-procureur William Ruckelshaus. Le président contacta ensuite Robert Bork et lui ordonna, en tant que chef par intérim du ministère de la Justice, de renvoyer Cox. Richardson et Ruckelhaus avaient tous deux assuré personnellement au comité du Congrès chargé de superviser l'enquête du procureur spécial qu'il n'interféreraient pas dans l'enquête ; Bork n'avait pas fait une telle promesse au comité. Il obéit et renvoya Cox. Broke est nommé procureur général par intérim jusqu'à la nomination de William Bart Saxbe le 17 décembre 1973.

### Juge fédéral
Robert Bork a été juge fédéral pour la cour d'appel des États-Unis pour le circuit du district de Columbia entre 1982 et 1988. Il a été nommé par le président Reagan le 7 décembre 1981 et confirmé par le Sénat le 8 février 1982.

### Nomination à laCour suprême
Ronald Reagan proposa en juillet 1987 Robert Bork comme juge assesseur de la cour suprême.
Les réactions venant des démocrates sont virulentes et hostiles. Il lui est reproché son rôle dans le « Massacre du samedi soir » et ses prises de positions politiques, contre l'avortement ou l'Union américaine pour les libertés civiles. Le philosophe Ronald Dworkin a pris position contre sa nomination dans les colonnes de la New York Review of Books. 300 associations et groupes de soutiens se mobilisèrent. Le très influent sénateur Ted Kennedy dressa un portrait à charge, lui reprochant des décisions favorisant la ségrégation, le renforcement du pouvoir de l'exécutif, l'avortement ou la censure. Les républicains dénoncent un lynchage médiatique. Un néologisme fut même crée, « to bork », désignant une campagne de calomnie contre une personne pour ruiner sa réputation,. Un journaliste du Washington Post parvint à se procurer la liste des VHS que louait Bork à un vidéo-club de Washington. Le Congrès adopte l'année suivante une loi qui considère que ces listes sont des données personnelles touchant à la vie privée. 
La nomination est rejetée par le Sénat par 58 voix contre 42. Reagan proposa en remplacement Anthony Kennedy qui est unanimement confirmé.